# Halakarni, Khanapur
Halakarni là một làng thuộc tehsil Khanapur, huyện Belgaum, bang Karnataka, Ấn Độ.